# Уилкинсон, Том
То́мас Дже́ффри Уи́лкинсон (англ. Thomas Geoffrey «Tom» Wilkinson; 5 февраля 1948, Лидс, Уэст-Йоркшир — 30 декабря 2023, Лондон) — британский актёр театра и кино.
Актёр дважды номинировался на кинопремию «Оскар» (2002, 2008) и получил в 1998 году премию BAFTA (номинирован в 1995, 1998, 1999, 2002 и 2008), в 2008 году — премию «Эмми» (номинирован в 2003 и 2008), в 2009 году — «Золотой глобус» (номинирован в 2004, 2008 и 2009).

## Биография
Том Уилкинсон родился в Лидсе (Уэст-Йоркшир) в семье городских фермеров. Экономические трудности заставили семью на некоторое время уехать в Канаду, когда Том был маленьким. После возвращения в Англию Том поступил и окончил Университет Кента в Кентербери, получив степень по английской и американской литературе. Также посещал Королевскую академию драматических искусств.
Женился на британской актрисе Диане Хардкасл (Diana Hardcastle) в 1988 году. В семье две дочери: Алиса (Alice, род. 1989) и Молли (Molly, род. 1992).

## Творчество

### Кино
Впервые стал сниматься на телевидении и в кино в середине 1970-х, преимущественно играя героев, страдающих эмоциональной подавленностью и претендующих на общественную роль.
Широкую известность в мире ему принесли появившиеся в 1997 году фильмы «Мужской стриптиз» Питера Каттанео, номинировавшийся четырежды на кинопремию «Оскар»; «Оскар и Люсинда» Джулиана Армстронга и «Уайльд» Брайана Гилберта.
Роль авторитетного адвоката Артура Эденса, страдающего биполярным аффективным расстройством, которую Уилкинсон исполнил в триллере «Майкл Клейтон», принесла актёру вторые номинации на «Оскар» и «Золотой глобус».

### Работы в театре
Том Уилкинсон выступал на сцене таких британских театров, как The Oxford Playhouse, The Royal Shakespeare Company, The National Theatre, а также на сценах лондонского Вест-Энда.

## Избранная фильмография
| Год  |     | Русское название                         | Оригинальное название                 | Роль                             |
| ---- | --- | ---------------------------------------- | ------------------------------------- | -------------------------------- |
| 1976 | ф   | Теневая черта                            | Smuga cienia                          | Рэнсом                           |
| 1979 | мтф | Преступление и наказание                 | Crime and Punishment                  | кадет                            |
| 1983 | мтф | Шпионское судно                          | Spyship                               | Мартин Тейлор                    |
| 1984 | тф  | Сахаров                                  | Sakharov                              |                                  |
| 1985 | ф   | Уэзерби                                  | Wetherby                              | Роджер Брейтуэйт                 |
| 1988 | тф  | Убежище Анны Франк                       | The Attic: The Hiding of Anne Frank   | Сильбербауэр                     |
| 1988 | тф  | Женщина, которую он любит                | The Woman He Loved                    | Эрнест Симпсон                   |
| 1990 | ф   | Бумажная маска                           | Paper Mask                            | Доктор Торн                      |
| 1991 | с   | Главный подозреваемый                    | Prime Suspect                         | Питер Роулинс                    |
| 1993 | ф   | Во имя отца                              | In the Name of the Father             | Апелляционный прокурор           |
| 1994 | ф   | Священник                                | Priest                                | Отец Мэтью Томас                 |
| 1994 | ф   | Принц Ютландии                           | Prince Of Jutland                     | Харвендел, король данов          |
| 1994 | ф   | Деловой роман                            | A Business Affair                     | Боб                              |
| 1994 | мтф | Мартин Чезлвит                           | Martin Chuzzlewit                     | Сет Пекснифф                     |
| 1995 | ф   | Разум и чувства                          | Sense and Sensibility                 | мистер Дэшвуд                    |
| 1996 | ф   | Призрак и Тьма                           | The Ghost and the Darkness            | Роберт Бомонт                    |
| 1997 | ф   | Мужской стриптиз                         | The Full Monty                        | Джеральд                         |
| 1997 | ф   | Оскар и Люсинда                          | Oscar and Lucinda                     | Хью Страттон                     |
| 1997 | ф   | Уайльд                                   | Wilde                                 | Маркиз Куинсберри                |
| 1998 | ф   | Влюблённый Шекспир                       | Shakespeare in Love                   | Хью Феннимен                     |
| 1998 | ф   | Час пик                                  | Rush Hour                             | Томас Гриффин/Джантао            |
| 1999 | ф   | Молокаи. История отца Дэмиена            | Molokai: The Story of Father Damien   | брат Джозеф Даттон               |
| 1999 | мтф | Дэвид Копперфильд                        | David Copperfield                     | рассказчик                       |
| 2000 | ф   | Патриот                                  | The Patriot                           | лорд-генерал Чарлз Корнуоллис    |
| 2000 | ф   | Парни из Эссекса                         | Essex Boys                            | Джон Дайк                        |
| 2001 | ф   | В спальне                                | In the Bedroom                        | Мэтт Фаулер                      |
| 2001 | ф   | Чёрный рыцарь                            | Black Knight                          | сэр Нолти                        |
| 2002 | тф  | Ангел из будущего                        | An Angel for May                      | Сэм Уилер                        |
| 2002 | тф  | Черчилль                                 | The Gathering Storm                   | сэр Роберт Ванситарт             |
| 2003 | ф   | Девушка с жемчужной серёжкой             | Girl with a Pearl Earring             | Питер ван Рёйвен                 |
| 2004 | ф   | Вечное сияние чистого разума             | Eternal Sunshine of the Spotless Mind | Доктор Говард Мерзвяк            |
| 2004 | ф   | Если только                              | If only                               | водитель такси, провидец         |
| 2004 | ф   | Красота по-английски                     | Stage Beauty                          | директор театра мистер Беттертон |
| 2004 | ф   | Хорошая женщина                          | A Good Woman                          | Таппи                            |
| 2005 | ф   | Бэтмен: Начало                           | Batman Begins                         | Кармайн Фальконе                 |
| 2005 | ки  | Batman Begins                            | Batman Begins                         | Кармайн Фальконе                 |
| 2005 | ф   | Шесть демонов Эмили Роуз                 | The Exorcism of Emily Rose            | отец Роджер Мур, обвиняемый      |
| 2005 | ф   | У каждого своя ложь                      | Separate Lies                         | Джеймс Мэннинг                   |
| 2006 | ф   | Прощальный поцелуй                       | The Last Kiss                         | Стивен                           |
| 2007 | ф   | Мечта Кассандры                          | Cassandra's Dream                     | Говард                           |
| 2007 | ф   | Майкл Клейтон                            | Michael Clayton                       | Артур Эденс                      |
| 2008 | тф  | Пересчёт                                 | Recount                               | Джеймс Бейкер                    |
| 2008 | мтф | Джон Адамс                               | John Adams                            | Бенджамин Франклин               |
| 2008 | ф   | Рок-н-рольщик                            | RocknRolla                            | Ленни Коул                       |
| 2008 | ф   | Операция «Валькирия»                     | Valkyrie                              | Фридрих Фромм                    |
| 2009 | ф   | Ничего личного                           | Duplicity                             | Ховард Талли                     |
| 2010 | ф   | Заговорщица                              | The conspirator                       | Реверди Джонсон                  |
| 2010 | ф   | Призрак                                  | The Ghost Writer                      | Пол Эмметт                       |
| 2010 | ф   | Руки-ноги за любовь                      | Burke and Hare                        | Доктор Роберт Нокс               |
| 2010 | ф   | Расплата                                 | The Debt                              | агент «Моссада»                  |
| 2011 | мтф | Клан Кеннеди                             | The Kennedys                          | Джозеф Кеннеди-старший           |
| 2011 | ф   | Зелёный Шершень                          | The Green Hornet                      | Джеймс Рид                       |
| 2011 | ф   | Миссия невыполнима: Протокол Фантом      | Mission: Impossible — Ghost Protocol  | секретарь МВФ                    |
| 2012 | ф   | Самаритянин                              | The Samaritan                         | Ксавьер                          |
| 2012 | ки  | Sleeping Dogs                            | Sleeping Dogs                         | суперинтендант Томас Пендрю      |
| 2012 | ф   | Отель «Мэриголд». Лучший из экзотических | The Best Exotic Marigold Hotel        | Грэм Дэшвуд                      |
| 2013 | ф   | Белль                                    | Belle                                 | Уильям Мюррей, 1-й граф Менсфилд |
| 2013 | ф   | Одинокий рейнджер                        | The Lone Ranger                       | Лейтем Коул                      |
| 2013 | ф   | Особо тяжкое преступление                | Felony                                | детектив Карл Саммер             |
| 2014 | ф   | Отель «Гранд Будапешт»                   | The Grand Budapest Hotel              | пожилой Автор                    |
| 2014 | ф   | Сельма                                   | Selma                                 | Линдон Джонсон                   |
| 2014 | ф   | Лёгкие деньги                            | Good People                           | детектив Холден                  |
| 2015 | ф   | Свадьба Дженни                           | Jenny's Wedding                       | Эдди Фаррелл (отец)              |
| 2016 | ф   | Выбор                                    | The Choice                            | Доктор Шеп Шоу                   |
| 2016 | ф   | Сноуден                                  | Snowden                               | Юэн Макаскилл                    |
| 2016 | ф   | Отрицание                                | Denial                                | Ричард Рэмптон                   |
| 2018 | ф   | Шпионская игра                           | The Catcher Was a Spy                 | Пауль Шеррер                     |
| 2018 | ф   | Счастливый принц                         | The Happy Prince                      | Отец Данн                        |
| 2018 | ф   | Вы умрёте, или мы вернём вам деньги      | Dead in a Week: Or Your Money Back    | Лесли                            |
| 2018 | ф   | Титан                                    | The Titan                             | Мартин Коллингвуд                |
| 2021 | ф   | Спецслужба: Сигнал тревоги               | SAS: Red Notice                       | Уильям Льюис                     |

## Награды и номинации
В 2005 году был награждён Орденом Британской империи.

### Награды
- 1998 — Премия BAFTA — лучшая мужская роль второго плана, за фильм «Мужской стриптиз»
- 2008 — Премия «Эмми» — лучшая мужская роль второго плана в мини-сериале или фильме, за мини-сериал «Джон Адамс»
- 2009 — Премия «Золотой глобус» — лучшая мужская роль второго плана в мини-сериале, телесериале или телефильме, за мини-сериал «Джон Адамс»

### Номинации
- 1995 — Премия BAFTA TV — лучшая мужская роль, за фильм «Мартин Чезлвит»
- 1998 — Премия BAFTA TV — лучшая мужская роль, за фильм «Похоже оценивают»
- 1999 — Премия BAFTA — лучшая мужская роль второго плана, за фильм «Влюблённый Шекспир»
- 2002 — Премия «Оскар» — лучшая мужская роль, за фильм «В спальне»
- 2002 — Премия BAFTA — лучшая мужская роль, за фильм «В спальне»
- 2002 — Премия Гильдии киноактёров США — лучшая мужская роль, за фильм «В спальне»
- 2003 — Премия «Золотой глобус» — лучшая мужская роль в мини-сериале или телефильме, за телефильм «Нормальный»
- 2003 — Премия «Эмми» — лучшая мужская роль в мини-сериале или фильме, за телефильм «Нормальный»
- 2008 — Премия «Оскар» — лучшая мужская роль второго плана, за фильм «Майкл Клейтон»
- 2008 — Премия «Золотой глобус» — лучшая мужская роль второго плана, за фильм «Майкл Клейтон»
- 2008 — Премия BAFTA — лучшая мужская роль второго плана, за фильм «Майкл Клейтон»
- 2008 — Премия Гильдии киноактёров США — лучшая мужская роль второго плана, за фильм «Майкл Клейтон»
- 2008 — Премия «Эмми» — лучшая мужская роль в мини-сериале или фильме, за телефильм «Пересчёт»
- 2009 — Премия «Золотой глобус» — лучшая мужская роль в мини-сериале или телефильме, за телефильм «Пересчёт»
- 2009 — Премия Гильдии киноактёров США — лучшая мужская роль в телефильме мини-сериале, за мини-сериал «Джон Адамс»
- 2010 — Премия Гильдии киноактёров США — лучшая мужская роль в телефильме мини-сериале, за мини-сериал «Ряд»
- 2011 — Премия «Эмми» — лучшая мужская роль второго плана в мини-сериале или фильме, за телефильм «Клан Кеннеди»